# Statsbygg
Statsbygg er en norsk statslig myndighed, der er den norske stats centrale rådgiver og bygherre omkring byggeri og ejendoms anliggender.
Etatens historie går tilbage til 1816, da en kongelig resolution udnævnte det til ekspertkonsulent for offentlige bygninger i og omkring Christiania. I 1886 blev organisationen bestemt ved lov, og fik navnet Statens bygningsinspektorat. Senere fik det navnet Riksarkitekten, og i 1959 blev det omorganiseret til Statens bygge- og eiendomsdirektorat. I 1993 fik etaten det nuværende navn.